# El Molino, Candelaria Loxicha
El Molino är en ort i Mexiko.   Den ligger i kommunen Candelaria Loxicha och delstaten Oaxaca, i den sydöstra delen av landet, 500 km sydost om huvudstaden Mexico City. El Molino ligger 810 meter över havet och antalet invånare är 326.
Terrängen runt El Molino är kuperad åt sydväst, men åt nordost är den bergig. Runt El Molino är det ganska tätbefolkat, med 86 invånare per kvadratkilometer. Närmaste större samhälle är Los Naranjos Esquipulas, 7,4 km nordost om El Molino. Omgivningarna runt El Molino är en mosaik av jordbruksmark och naturlig växtlighet.